# 12674 Rybalka
12674 Rybalka este un asteroid din centura principală de asteroizi.

## Descriere
12674 Rybalka este un asteroid din centura principală de asteroizi. A fost descoperit pe 7 septembrie 1980 la Observatorul de Astrofizică din Crimeea de Nikolai Cernîh. Asteroidul prezintă o orbită caracterizată de o semiaxă mare de 2,40 ua, o excentricitate de 0,21 și o înclinație de 1,7° în raport cu ecliptica.